# (5808) Babelʹ
(5808) Babelʹ est un astéroïde de la ceinture principale.

## Description
(5808) Babelʹ est un astéroïde de la ceinture principale. Il fut découvert le 27 août 1987 à Naoutchnyï par Lioudmila Karatchkina. Il présente une orbite caractérisée par un demi-grand axe de 3,00 UA, une excentricité de 0,10 et une inclinaison de 10,9° par rapport à l'écliptique.

## Compléments